# Václav Nedoma
Václav Nedoma (28. září 1836 Mnich u Kardašovy Řečice – 11. března 1917 Královské Vinohrady) byl český novinář. Dlouhodobě vedl pražský německy psaný deník Politik, vydávaný s cílem prosazovat české národní zájmy před německým publikem a v zahraničí. Roku 1882 se podílel na založení listu Národní politika. Za obsah uveřejněných článků byl v 60. a 70. letech několikrát odsouzen a dva roky strávil ve vynuceném exilu. Shromáždil sbírku staročeských biblí, husitské literatury, knih, obrazů a umělecko-průmyslových předmětů. Nalezl a připravil k vydání do té doby neznámé Husovy listy. Byl oceňovaný pro aktivní vlastenectví a pevný charakter v době perzekuce.

## Život

### Mládí a studium
Narodil se 28. září 1836 v obci Mnich u Kardašovy Řečice. Studoval gymnázium v Jindřichově Hradci a právnickou fakultu v Praze, kde se zaměřil na politické vědy a národní hospodářství. Již jako student přispíval do časopisů. Doktorem práv se stal roku 1861. Původně plánoval habilitovat se na docenta, ze zdravotních důvodů ale dalšího studia zanechal.

### Novinářem v deníku Politik (1862–1868)
Roku 1862 vstoupil do redakce nového německy psaného deníku Politik, založeného s cílem informovat německé publikum o českých národních zájmech a postojích. Jeho vznik inicioval František Ladislav Rieger, na praktické úrovni se zpočátku podíleli např. Jan Stanislav Skrejšovský (první odpovědný redaktor a vydavatel), Eduard Grégr (majitel tiskárny a druhý odpovědný redaktor) a František Šimáček (majitel tiskárny a knihkupec).
Na noviny, jejich redaktory a vydavatele bylo v 60. letech podáno několik soudních žalob kvůli obsahu uveřejněných článků. Nedoma byl jako redaktor (od 14. září 1867 rovněž odpovědný redaktor) stíhán mimo jiné v následujících kauzách:
- 28. listopadu 1864 vyšel článek Illustration zum Gesetze über den Schutz der persönlichen Freiheit (Ilustrace k zákonu na ochranu osobní svobody).[6] V něm se tvrdilo, že jistý malostranský kupec upomínal důstojníka o splátku dluhu; když ten rezolutně odmítl, obrátil se kupec se žádostí o pomoc na jiného důstojníka v újezdských kasárnách; tento druhý voják ale nechal obchodníka na místě zatknout. Článek vedl k žalobě na vydavatele a redaktora Nedomu pro urážku armády a újezdského velitele Luigi Ganzelly. Při procesu vyšlo najevo, že ve skutečnosti byl obchodník p. Kimla zatčen nikoliv kvůli vymáhání oprávněných dluhů, ale proto, že jeho učeň při balení zboží rozbil zrcadlo náležící důstojníkovi Chiurkovi, a odmítl za něj zaplatit náhradu. Nedoma se hájil tím, že byl v době vydání listu nemocný, článek vyšel na základě dopisu „pana Jelínka“, který pokládal za pravdivý (nicméně odesilatele se nepodařilo vypátrat) a článek dal do tisku František Bozděch (v době soudu již po smrti), který měl povinnost informace ověřit. Nedoma byl odsouzen za zanedbání povinné péče k pokutě 80 zlatých a propadnutí 60 zlatých kauce.[7]
- 8. května 1866 vyšel v Politice hudební referát, v němž byl nedávno koncertující klavírista Eduard Gerstberger zkritizován pro aroganci, ješitnost a nedostatečné umělecké schopnosti. Klavírista i jeho otec se cítili uraženi a podali žalobu na redaktora Nedomu. Soud, kde jako svědek vystoupil mimo jiné autor článku František Pivoda, ale dal za pravdu novinářům a žalobu zamítl.[8]
- 19. listopadu 1865 vyšel článek, kritizující starostu vojenské obce Pančevo; měl údajně ostře vykázat z radnice jemu neoblíbeného občana, který žádal o povolení k průjezdu do Srbska, a jeho jednání bylo líčeno jako neslušné, nezdvořilé a škodlivé vůči občanům města. Starosta s touto charakteristikou nesouhlasil a podal na redaktora Nedomu žalobu. Nedoma již nemohl být odsouzen pro urážku na cti (čin byl promlčen), ale pro zanedbání povinné péče musel zaplatit 20 zlatých a ztratil 60 zlatých kauce.[9]
- V listopadu 1866 byl na základě žaloby německého listu Tagesbote odsouzen — opět pro zanedbání povinné péče — k pokutě 20 zlatých a propadnutí 60 zlatých kauce kvůli článkům, které tento konkurenční deník považoval za urážlivé. Ani zde se neprokázalo, že by Nedoma uveřejnil nevhodné informace vědomě.[10]
- Jen o dva dny později musel Nedoma k soudu znovu kvůli jinému článku, v němž byl důstojník Račić z Vojenské hranice obviňován z násilného chování vůči civilistům a nezákonných obchodů se dřevem.[11] Případ se protáhl až do následujícího roku, protože bylo nutné zajistit úřední překlady několika listin. Nedoma byl ale nakonec osvobozen, protože se prokázalo, že důstojník byl za podobné prohřešky potrestán a informace tedy odpovídaly skutečnosti.[12]

Za pruské okupace v létě 1866 (po bitvě u Hradce Králové) uveřejnil Politik jako jediný pražský německý deník prorakouský císařský manifest, který vyvolal nevoli okupačních velitelů.

### Soud v roce 1868 a emigrace
Roku 1868 čelil dalším soudním sporům, v nichž očekával nepříznivý výsledek. Do vazby nebyl vzat ze zdravotních důvodů, ale žil v Praze pod dohledem. 29. června 1868 si koupil zpáteční jízdenku do Roudnice nad Labem a společně s mnoha dalšími výletníky nastoupil do vlaku. Oficiálně jako důvod své cesty uvedl návštěvu přátel. V Roudnici si ale najal dvojspřežní povoz a nechal se odvézt do Saska. Odtud pokračoval do Švýcarska a později do Paříže, kde tehdy hledali útočiště politicky pronásledovaní z celé Evropy. Politik informoval o jeho útěku poukazem na to, že jel do Kostnice zúčastnit se Husovy slavnosti. V Praze na něj byl vydán zatykač a v následujících dnech (např. 9. a 14. července) byl v několika procesech v nepřítomnosti odsouzen k pěti letům vězení a značným finančním pokutám.
Uměl francouzsky a mohl tak přispívat do pařížských časopisů jako např. Opinion National a Siècle. Zasílal ale také články do německých listů (Magazin für die Literatur des Auslandes v Lipsku) i do deníku Politik. Podnikal cesty do Normandie, Bretaně, Londýna, Švýcarska a Německa.
12. dubna 1870 se ujala moci vláda Alfreda von Potockého, která měla snahu o národnostní smír. 22. dubna byla vyhlášena amnestie, která se vztahovala na všechny tresty uložené Nedomovi. Ten se proto rozhodl pro návrat. Do Prahy přijel 3. května a 30. července převzal redakci Politiky.

### V 70. letech
Politické uvolnění na počátku 70. let bylo později vystřídáno novou perzekucí za vlády Auersperga. V prosinci 1873 byl Nedoma ve třech soudních procesech v Chebu odsouzen celkem k devíti měsícům vězení a peněžitým pokutám. Po odpykání trestu strávil rok ve Vídni jako redaktor časopisu Wanderer, který tam vydávalo české družstvo.
Nedoma rovněž trpěl vážnou plicní nemocí, kvůli které se v letech 1877–79 neúčastnil veřejného života. Podařilo se mu ale šťastně vyléčit a následujících třicet let neměl žádné zdravotní problémy.

### Český sněm a Národní politika
Roku 1880 byl zvolen poslancem českého sněmu za venkovské obce na Pelhřimovsku. O rok později se stal předsedou spolku českých žurnalistů. Na mandát zemského poslance rezignoval roku 1885.

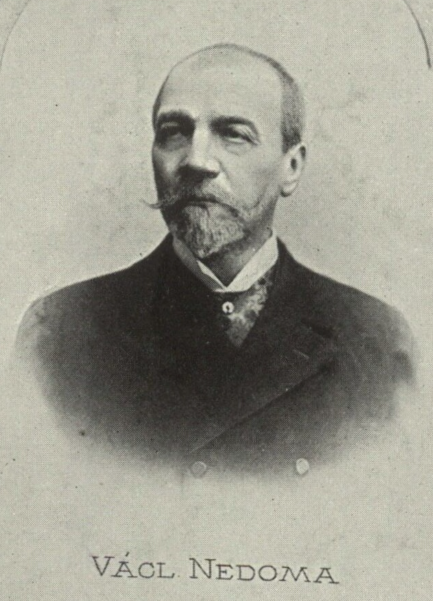
Fotografie Václava Nedomy (Národní album, 1899)

Od poloviny 70. let se deník Politik potýkal s vnitřními problémy. Majitel a vydavatel Jan Stanislav Skrejšovský se tak zadlužil, že roku 1876 byl nucen společně s bratrem Františkem vyhlásit úpadek. Redakce Politiky přešla spolu s velkou částí dluhů na konsorcium, které se snažilo pokračovat za ztížených podmínek ve vydávání, přičemž muselo od Skrejšovského vymáhat pohledávky a bojovat proti jeho nařčením v konkurenčním tisku. Náklad v té době klesl asi o pětinu. Jako řešení svízelné finanční situace se nabízelo založení nového českého listu.
1. prosince 1882 podal Nedoma spolu se zástupci Závodu tiskařského a vydavatelského pražskému finančnímu ředitelství o povolení k založení českojazyčné přílohy k deníku Politik. Tato příloha měla být samostatně prodejná, neměla ale být nabízena formou předplatného. Důvody byly finanční — kolková daň na samostatné noviny a časopisy byla vyšší, než na takto definované přílohy. Ukázkové číslo vyšlo 24. prosince 1882, pravidelné vydávání začalo 1. ledna 1883 pod názvem Česká politika. Deník byl zaměřen na šíření názorů a postojů německého listu Politik mezi česky hovořícími čtenáři. 21. června 1883 vznikl i shodně zaměřený a formálně samostatný list Národní politika, s právem vybírat předplatné, určený především pro obyvatele obcí bez distribuce deníku Politik. Nedoma se účastnil jejich založení, ale šéfredaktorské místo přenechal jiným — sám zůstal v německém listu.

### Sběratelství
Nedoma byl známý jako amatérský historik a sběratel. Shromáždil sbírku staročeských biblí, husitské literatury, knih, obrazů a umělecko-průmyslových předmětů.
V létě 1886 navštívil kapitulní knihovnu ve Staré Boleslavi a neočekávaně v ní našel rukopis Guaedam Hussii epistolae (Některé listy Husovy), obsahující některé do té doby neznámé Husovy listy a další cenné dokumenty. Na nález upozornil Královskou českou společnost nauk a pro jejich Věstník napsal podrobné pojednání. Za tento čin byl pochválen v článku Jaroslava Golla v časopise Athenaeum.

### Závěr života a ocenění
Roku 1906 slavil 70. narozeniny. V té době už žil v ústraní ve své vile na Zbraslavi. Spolek českých žurnalistů poslal gratulaci, v níž ocenil jeho pevnou vůli, pronikavý úsudek a nezlomnou energii v době perzekuce a zásluhy o založení a rozvoj deníků Politik a Národní politika.
V obdobném duchu se nesly oslavy 75. narozenin roku 1911. Nedoma byl v té době mladší generaci prakticky neznámý, pamětníci ale stále připomínali jeho někdejší zásluhy.
Zemřel 11. března 1917. Byl pohřben na Vinohradském hřbitově.
Roku 1936, u příležitosti jeho stého výročí narození, byla na rodném domě č. 24 v obci Mnich umístěna pamětní deska.

## Dílo
Knižně vydal:
- Boleslavský kodex z doby husitské (1891)

## Rodina
- Bratr Jan Nedoma (1846–1916) byl středoškolský profesor, učitel dějepisu. Přispíval rovněž dějepisnými články do deníku Politik a svému bratru dlouhá léta pomáhal.[21]